# Ytri Dalur
Ytri Dalur (dansk: Yderdalene) er den sydligste del af dalsystemet ved Fuglafjørður på Eysturoy i Færøerne. Ytri Dalur kaldes også Kambsdalur, selv om dette navn kun dækker en mindre del af området.
Fuglafjørðurs dale kan inddeles i tre kategorier: De østlige dale, de vestlige dale og de nordlige dale.

## Fuglafjørðurs dale

### Østdalene
- Ytri Dalur (også kaldet Kambsdalur)
- Heimari Dalur (også Breiðádalur)
- Innari Dalur (også Jøkladalur)

### Vestdalene
- Halgadalur
- Góðidalur

### Norddalene
- Flatirnar
- Hjarðardalur